# Битка при Хаселт
Битката при Хаселт е битка от Белгийско-нидерландската война. Битката става на 8 август 1831. Нидерландците побеждават „Армията на Маас“, създадена от белгийските революционери и вземат 400 пленника. От въстаниците са убити 700 души, докато нидерландските загуби са много малки.